# Puente Victoria (Montreal)
El puente Victoria (nombre original en francés: Pont Victoria), anteriormente conocido como puente del jubileo de Victoria, es una estructura sobre el río San Lorenzo, que une Montreal (Quebec), con la ciudad de la orilla sur de Saint-Lambert.
Inaugurado en 1859, originalmente como una estructura tubular diseñada por Robert Stephenson, el puente fue el primero en atravesar el río San Lorenzo y, como tal, es un puente histórico importante en Canadá. Permanece en uso hasta el día de hoy, transportando tráfico por carretera y ferrocarril, con las vías en el medio y las calzadas de la Ruta 112 a ambos lados. El Canadian National Railway lo utiliza en su línea principal de Halifax a Montreal. Es un factor importante en el papel de Montreal como centro continental en el sistema ferroviario de América del Norte. Como parte del Ferrocarril Nacional Canadiense (CNR, comúnmente conocido como CN) es denominado "Mile 71.40 Subdivision St-Hyacinthe".
Originalmente llamado Great Victoria Bridge en honor a la reina Victoria, se volvió a inaugurar oficialmente como "Victoria Jubilee Bridge" (puente del jubileo de la reina Victoria), tras ser renovado en 1897. Se le devolvió el nombre de puente Victoria (Pont Victoria) en 1978.
El puente tiene una longitud aproximada de 3 kilómetros (1,9 mi) e incluye 24 pilares para romper el hielo.

## Historia

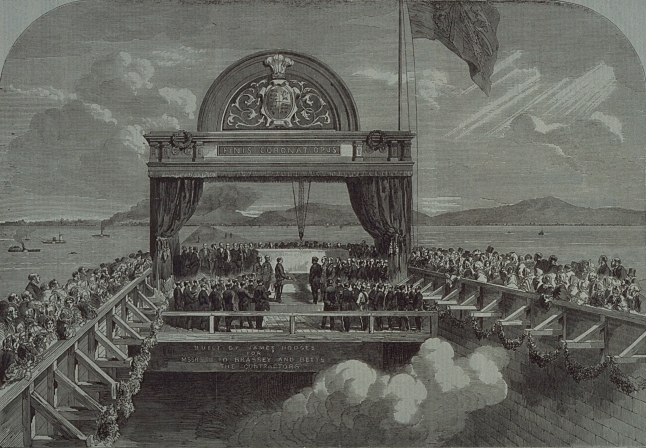
Colocación de la última piedra del puente por el Príncipe de Gales en 1860

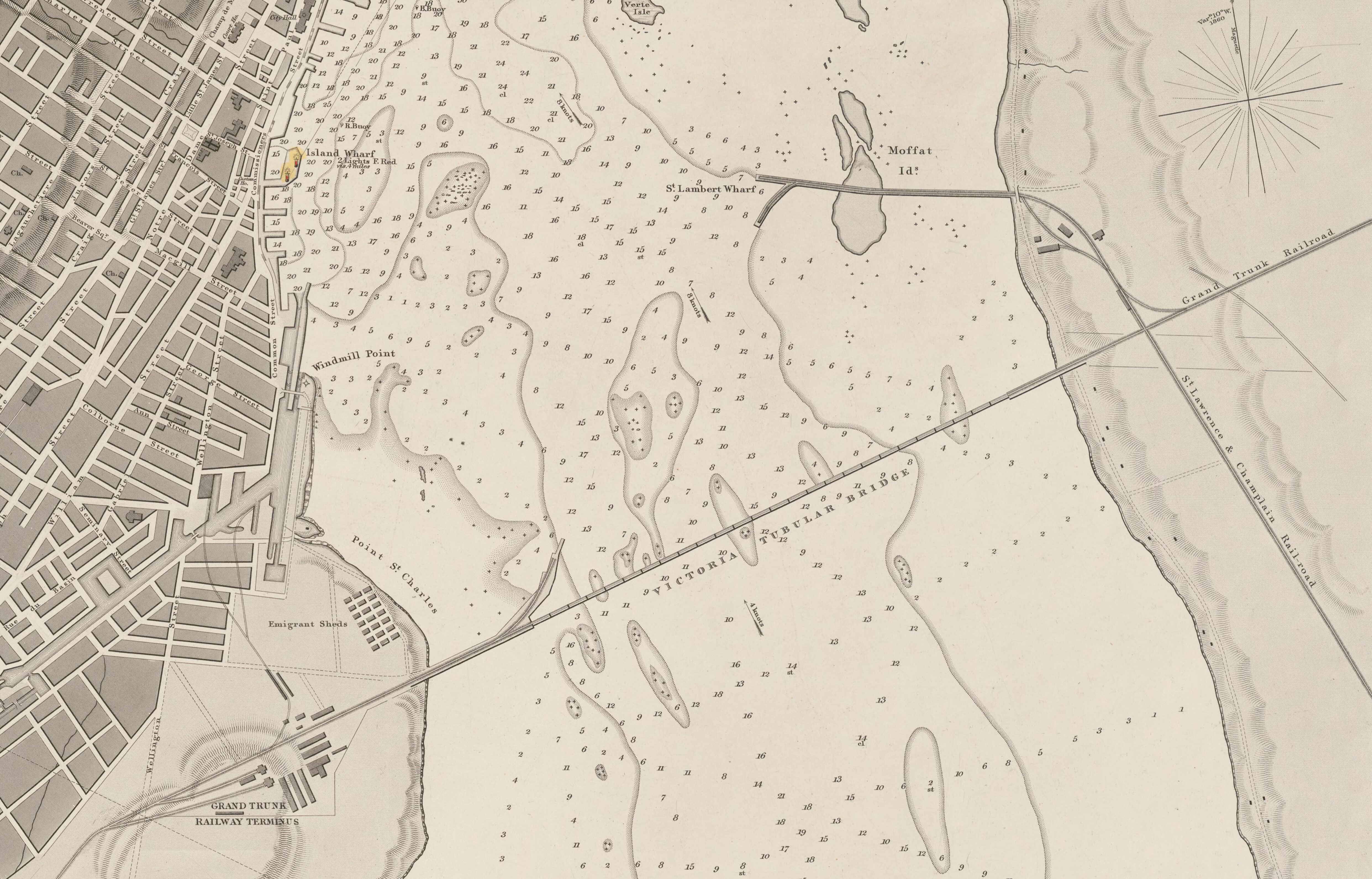
El puente tubular Victoria en un plano publicado en 1860

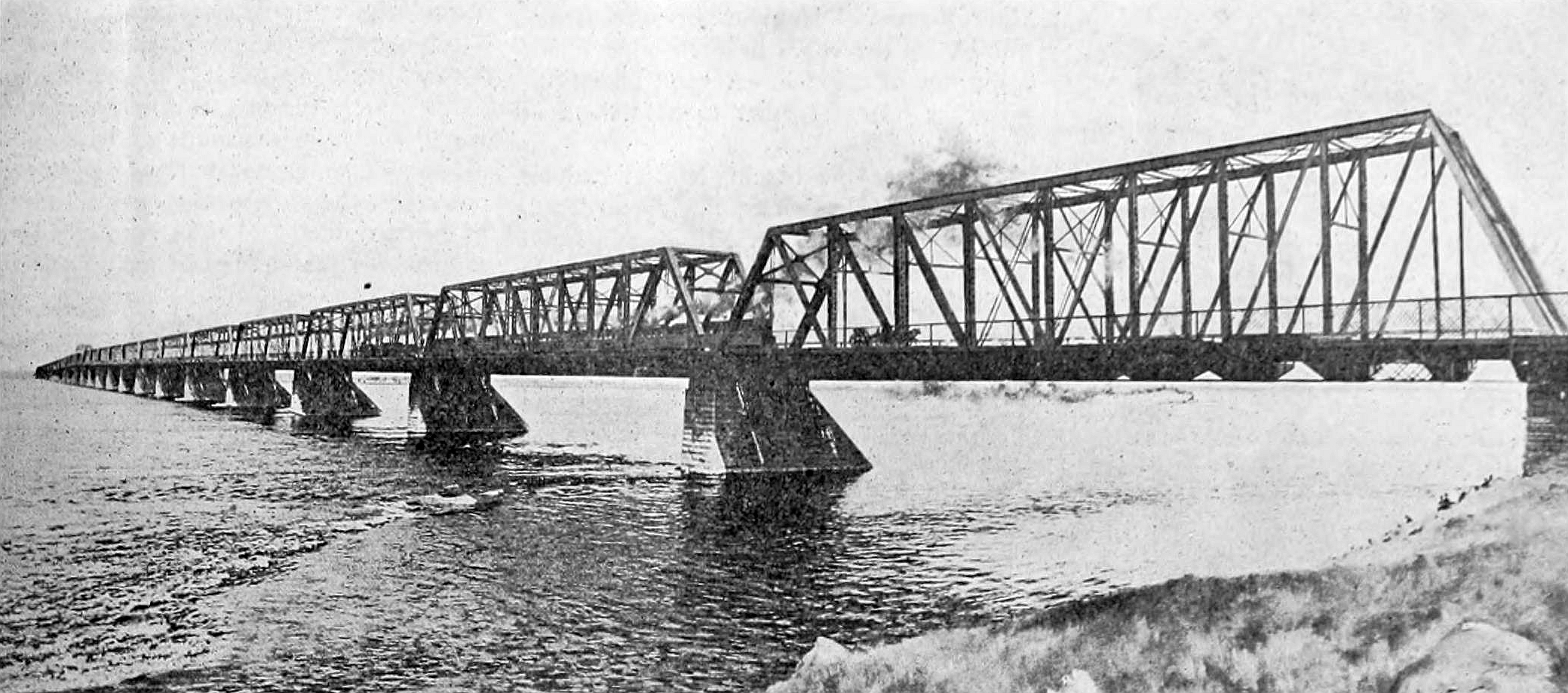
Puente Victoria, 1901. Vista desde aguas abajo

El puente Victoria se ejecutó entre 1854 y 1859. Antes de la construcción del puente, era difícil y, a veces imposible, cruzar el río San Lorenzo durante la larga temporada de invierno, y la congelación y el deshielo en otoño y en primavera suponían condiciones de paso muy peligrosas. Las travesías se realizaban en barco durante el verano, y a pie o en trineo o carreta sobre el río helado en invierno, por rutas despejadas de nieve para facilitar el paso.
El ingeniero canadiense Thomas Keefer seleccionó el emplazamiento del puente. La estructura fue diseñada por Robert Stephenson (hijo de George Stephenson, el constructor de la famosa locomotora Rocket) y por Alexander McKenzie Ross.
El ingeniero jefe era James Hodges. Los contratistas fueron la sociedad inglesa Peto, Brassey y Betts, que completaron el puente poco después de la muerte de Stephenson en 1859.
La plataforma original era un tubo de metal estructural largo (un puente tubular) hecho de secciones prefabricadas de hierro forjado fabricadas en Inglaterra y enviadas a través del Atlántico. Durante sus años de construcción, en la fase de máxima actividad se llegaron a requirir un total de seis barcos de vapor, 72 barcazas, 3040 hombres (de los cuales había varios niños de entre 8 y 12 años), 144 caballos y cuatro motores de locomotora, con un costo total de 6.600.000 dólares. La puesta en servicio del puente estuvo directamente relacionada con la del Ferrocarril Grand Trunk, una compañía con sede en Gran Bretaña que se formó en 1852 con el apoyo del gobierno colonial de la Provincia Unida de Canadá para conectar los Grandes Lagos con un puerto del Océano Atlántico, concretamente en Portland (Maine). Cuando se completó, era el puente más largo del mundo.
Fue inaugurado oficialmente por el Príncipe de Gales Alberto Eduardo el 25 de agosto de 1860. Sin embargo, el primer tren de carga ya había pasado por el puente el 12 de diciembre de 1859, y el primer tren de pasajeros lo había cruzado cinco días después, el 17 de diciembre. La reina Victoria había sido invitada a asistir a la inauguración del puente, pero rechazó la invitación y en su lugar envió a su hijo mayor, el Príncipe de Gales.
Debido a las necesidades vinculadas con el aumento del tráfico, ya en 1897-1898 el tubo de metal de vía única de 1860 fue reemplazado por celosías de metal con una anchura de 66 pies 8 pulgadas (20,32 m), suficientes para alojar una vía doble, una calzada para una línea de tranvía eléctrico, espacio para el tráfico de vehículos y una acera para peatones. Los ingenieros que diseñaron la nueva estructura llegaron a la conclusión de que la sorprendente estabilidad y el estado de los pilares de mampostería permitirían soportar las cargas del nuevo puente con mínimas modificaciones. A raíz de esta conclusión se decidió construir la nueva estructura rodeando al antiguo puente, cortando este último vano a vano para que no se interrumpiera el servicio de trenes, y más adelante se desguazó todo el tubo. Los pilares de piedra de 1860, ligeramente modificados en 1897, aún dan testimonio de la excelente ingeniería original.
Entre el 30 de octubre de 1909 y el 13 de octubre de 1956, el Ferrocarril de Montreal y los Condados del Sur utilizó la plataforma norte del puente para dar paso a sus trenes metropolitanos. La línea conectaba Granby y Montreal, con un ramal posteriormente prolongado hasta Longueuil.
El desvío de St. Lambert alrededor de las esclusas se agregó en 1958, como parte del proyecto de la vía marítima del San Lorenzo. Este puente secundario sobre el canal, al sur del puente principal, también soporta el paso de vehículos automóviles y ferrocarriles, y se usa cuando se interrumpe el tráfico del puente original para permitir el paso de un barco de gran tamaño.

## Imágenes
|  |  |  |  |

## La Roca Negra

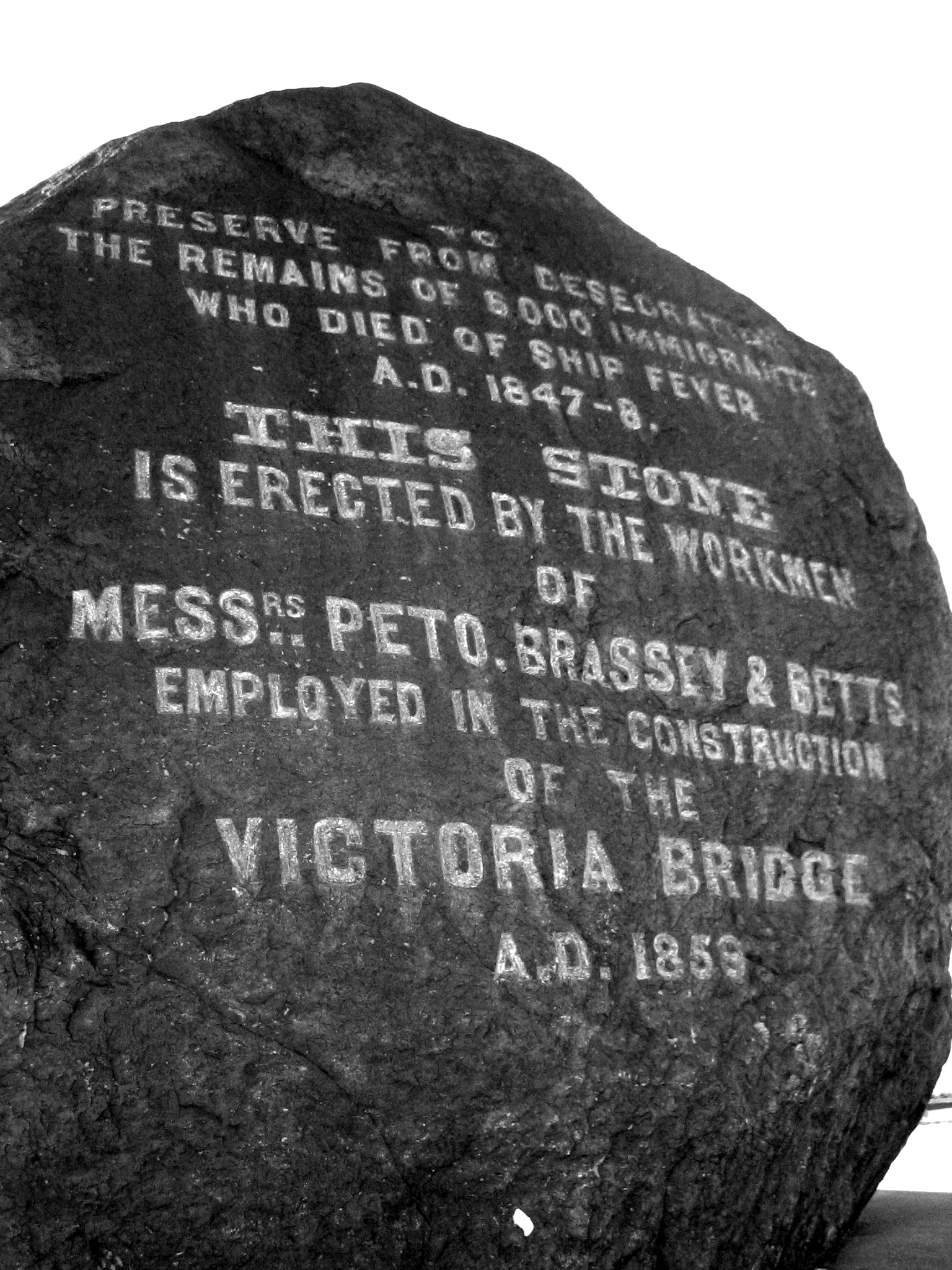
The Black Rock (la Roca Negra)

Cuando se estaba construyendo el puente, los trabajadores descubrieron en el lugar cercano de Windmill Point los restos humanos de inmigrantes irlandeses a Canadá, que habían huido de la hambruna en Irlanda y que acabaron siendo víctimas de la epidemia de tifus de 1847. Junto al acceso al puente se colocó una gran roca, oficialmente llamada Irish Conmemorative Stone, pero conocida localmente como La Roca negra.
Su inscripción dice:

Para preservar de la profanación los restos de 6000 inmigrantes que murieron a causa de la fiebre de los barcos en 1847-8, esta piedra fue erigida por los trabajadores de los Sres. Peto, Brassey y Betts, empleados en la construcción del Puente Victoria en 1859

## Funcionamiento

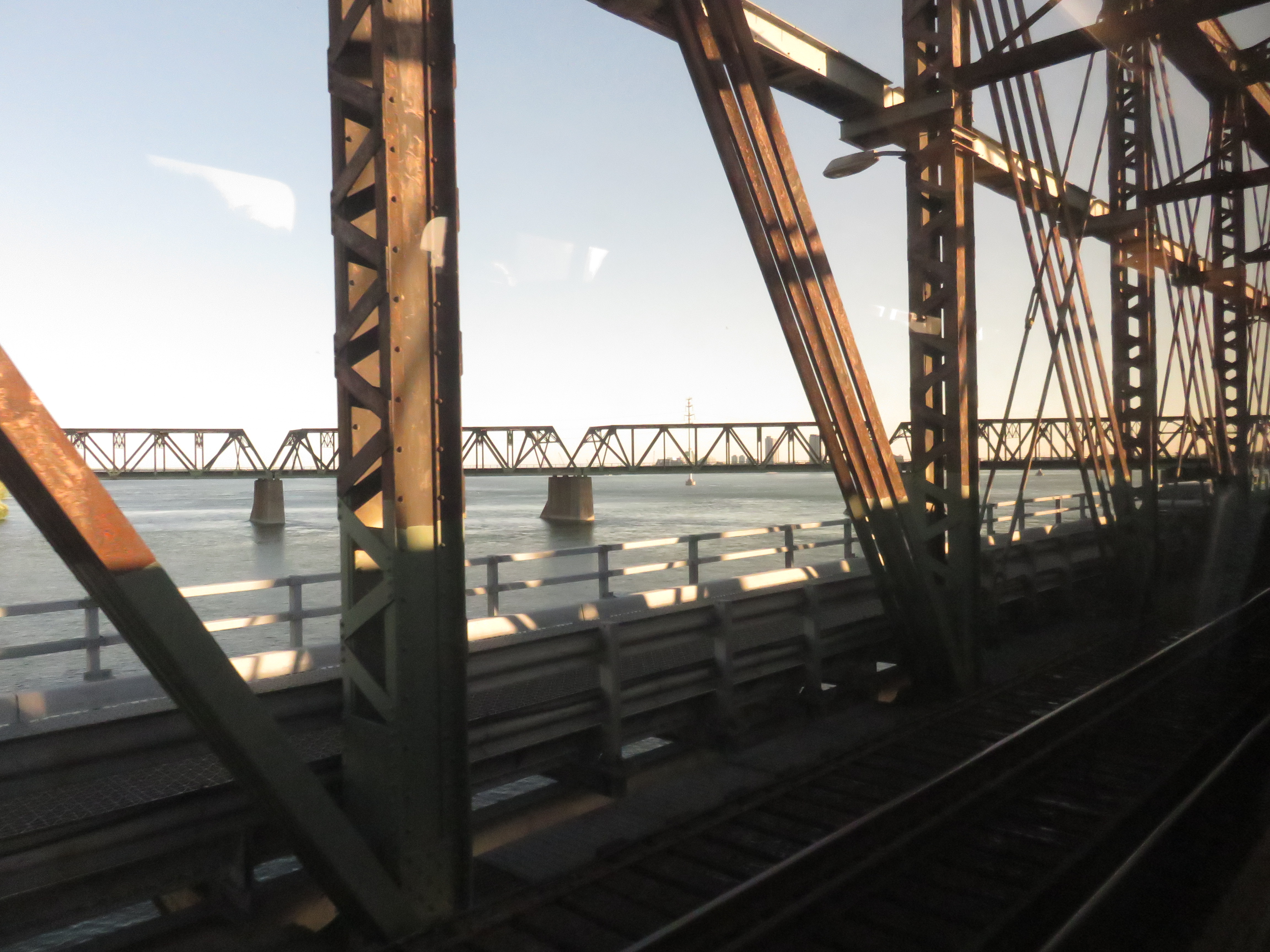
Tablero del puente visto desde un tren

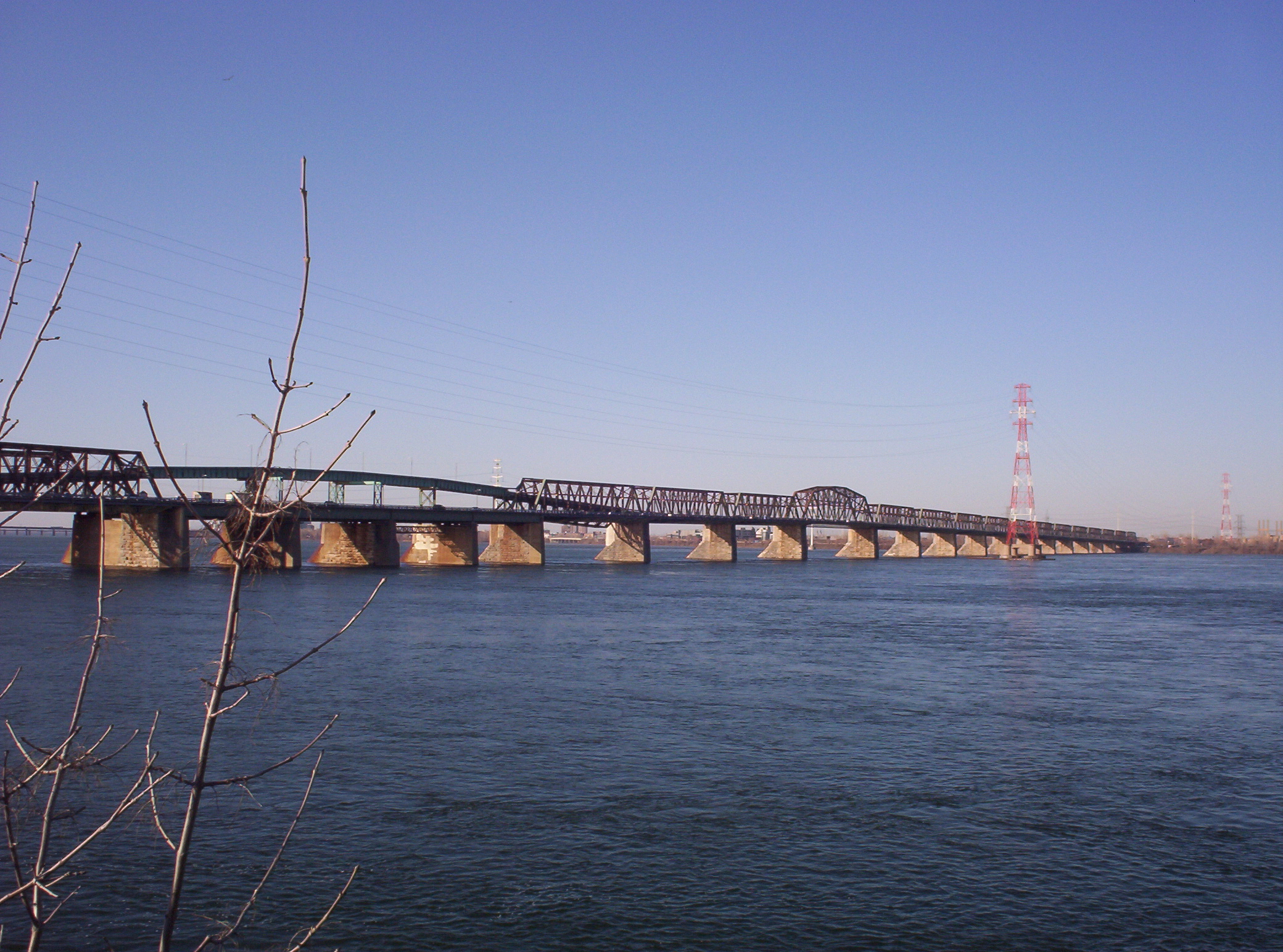
Puente Victoria visto desde el parque Jean-Drapeau

Durante la hora punta de la mañana, de 5:00 a 9:00, ambos carriles del puente Victoria se utilizan para viajar hacia el norte, desde el suburbio residencial de Saint-Lambert hasta los distritos comerciales de Montreal. Por la tarde, de 15:00 a 19:15, se utilizan ambos carriles en sentido contrario. En ocasiones, hay un carril disponible en cada sentido.
La única ruta de autobús permitida en el puente es un autobús especial de la red de transporte de Longueuil, el autobús número 55. La línea es atendida por autobuses clásicos debido a las restricciones de peso en el puente (57 plazas si es clásico y 38 si es de suelo bajo). Todos los demás vehículos pesados tienen prohibido el acceso al puente y deben desviarse a través de los puentes vecinos, el Champlain o el Jacques-Cartier. El reducido gálibo en ambos accesos y los carriles angostos en el puente mismo hacen que la estructura sea prácticamente inaccesible incluso para camiones ligeros.